# بطولة أفريقيا لكرة القدم للسيدات 2024
بطولة كأس أمم أفريقيا للسيدات 2024 هي النسخة الخامسة عشرة من بطولة أمم أفريقيا لكرة القدم للسيدات، وهي بطولة ينظمها الاتحاد الأفريقي لكرة القدم (كاف) وتُقام كل عامين بمشاركة المنتخبات النسائية من قارة أفريقيا. ستُقام البطولة في المغرب خلال الفترة من 5 إلى 26 يوليو 2024، وهي النسخة الثانية على التوالي التي يستضيفها المغرب بعد نسخة 2022.

## الشعار الرسمي

شعار بطولة كأس أمم أفريقيا للسيدات 2024

أطلق الاتحاد الأفريقي لكرة القدم شعار البطولة الذي يُبرز الهوية النسائية الأفريقية والتقاليد الثقافية المغربية، مستلهماً من الألوان الزاهية والرموز القارية. يجمع الشعار بين كرة القدم وعناصر زخرفية تعكس روح المرأة الأفريقية، مع استخدام اللونين الأحمر والأخضر المستوحاة من علم المغرب، البلد المضيف. يرمز الشعار أيضًا إلى التمكين الرياضي للنساء في القارة السمراء.

## التميمة

التميمة الرسمية للبطولة

كشف الاتحاد الأفريقي لكرة القدم عن التميمة الرسمية لبطولة كأس أمم أفريقيا للسيدات 2024، وهي شخصية أنثوية تدعى "فاطنة"، تمثل فتاة مغربية ترتدي الزي التقليدي المغربي الممزوج بعناصر رياضية حديثة. تعكس التميمة الروح القتالية والمهارات العالية التي تتميز بها لاعبات كرة القدم في القارة، مع التركيز على الأصالة والهوية الثقافية للمغرب.
تحمل التميمة كرة قدم وتظهر بابتسامة مرحة وألوان زاهية تشمل الأحمر، الأخضر، والذهبي، وهي الألوان التي ترمز للضيافة، القوة، والطموح.

## الرعاة
يحظى كأس أمم أفريقيا للسيدات 2024 برعاية مجموعة من الشركات الإقليمية والدولية التي تدعم كرة القدم النسوية في القارة السمراء. ومن أبرز الرعاة الرسميين للبطولة:
- توتال إنرجيز – الراعي الرئيسي لجميع مسابقات الاتحاد الأفريقي لكرة القدم (CAF)، بما في ذلك كأس الأمم الأفريقية للسيدات.
- بي إن سبورتس – الشريك الإعلامي الرسمي والناقل الحصري للبطولة في منطقة الشرق الأوسط وشمال أفريقيا.
- بيبسيكو – راعٍ رسمي يقدم الدعم اللوجستي والتسويقي، خاصة في مجالات الترويج الجماهيري.
- أومبرو (Umbro) – المزوّد الرسمي بالأطقم الرياضية والحصرية لبعض المنتخبات المشاركة.
- Visa – راعٍ مالي رسمي يشجع على التمكين الاقتصادي للمرأة في الرياضة.
- Orange – شركة الاتصالات الشريكة التي تدعم البنية التحتية الرقمية للبطولة.

تهدف هذه الرعايات إلى دعم تطوير كرة القدم النسائية في أفريقيا وتعزيز مكانتها على الساحة الدولية.

## اختيار المضيف
في أعقاب بطولة كأس أمم أفريقيا للسيدات 2022 التي أقيمت في المغرب، فتح الاتحاد الأفريقي لكرة القدم (الكاف) باب تقديم العروض لاستضافة النسخة التالية من البطولة، والمقررة في عام 2024. تقدّمت عدة دول بملفات استضافة، من بينها نيجيريا، الجزائر، جنوب أفريقيا، وبوتسوانا.
وفي اجتماع اللجنة التنفيذية للكاف المنعقد في فبراير 2023، تم الإعلان رسميًا عن اختيار المغرب كمضيف للبطولة للنسخة الثانية على التوالي، وذلك بعد النجاح التنظيمي الكبير الذي حققته نسخة 2022، والحضور الجماهيري اللافت، فضلًا عن البنية التحتية المتطورة التي وفرتها المملكة المغربية.
يُعد هذا الاختيار جزءًا من رؤية الكاف لتعزيز استقرار تنظيم البطولات القارية، ودعم البلدان التي تُظهر التزامًا كبيرًا بتطوير كرة القدم النسائية في أفريقيا.

## التصفيات
أُجريت تصفيات كأس أمم أفريقيا للسيدات 2024 لتحديد المنتخبات المتأهلة إلى النهائيات، وانطلقت مبارياتها في أكتوبر 2023، تحت إشراف الاتحاد الأفريقي لكرة القدم (الكاف). شارك في التصفيات ما مجموعه 42 منتخبًا من مختلف أنحاء القارة.

### نظام التصفيات
تم تقسيم المنتخبات إلى مواجهات إقصائية ذهابًا وإيابًا عبر جولتين:
- الدور الأول: تنافس خلاله 40 منتخبًا (باستثناء المنتخبات الأعلى تصنيفًا)، ليتأهل 20 منها إلى الدور الثاني.
- الدور الثاني: انضمت المنتخبات الأعلى تصنيفًا إلى المتأهلين من الدور الأول، لتتنافس 24 منتخبًا على 11 بطاقة مؤهلة إلى النهائيات.

تأهل المغرب تلقائيًا بصفته البلد المضيف، ليكتمل عدد المنتخبات المتأهلة إلى النهائيات بـ12 منتخبًا.

### المنتخبات المتأهلة
| الدولة                      | طريقة التأهل         | عدد المشاركات السابقة |
| --------------------------- | -------------------- | --------------------- |
| المغرب                      | البلد المضيف         | 3                     |
| نيجيريا                     | فازت في الدور الثاني | 13                    |
| غانا                        | فازت في الدور الثاني | 10                    |
| جنوب إفريقيا                | فازت في الدور الثاني | 12                    |
| الكاميرون                   | فازت في الدور الثاني | 11                    |
| ساحل العاج                  | فازت في الدور الثاني | 3                     |
| السنغال                     | فازت في الدور الثاني | 4                     |
| الجزائر                     | فازت في الدور الثاني | 5                     |
| تونس                        | فازت في الدور الثاني | 2                     |
| زامبيا                      | فازت في الدور الثاني | 4                     |
| بوتسوانا                    | فازت في الدور الثاني | 1                     |
| جمهورية الكونغو الديمقراطية | فازت في الدور الثاني | 4                     |

## الملاعب
| الملعب              | المدينة       | الدولة | السعة الجماهيرية |
| ------------------- | ------------- | ------ | ---------------- |
| ملعب مولاي عبد الله | الرباط        | المغرب | 53٬000           |
| ملعب محمد الخامس    | الدار البيضاء | المغرب | 45٬891           |
| ملعب أدرار          | أكادير        | المغرب | 45٬480           |
| ملعب مراكش الكبير   | مراكش         | المغرب | 45٬240           |
| ملعب طنجة الكبير    | طنجة          | المغرب | 65٬000           |
| ملعب فاس            | فاس           | المغرب | 45٬000           |

## الأوعية لقرعة كأس أمم أفريقيا للسيدات 2024 (حسب التصنيف الرسمي)
أُقيمت قرعة البطولة في أكاديمية محمد السادس بمدينة سلا (المغرب) يوم 22 نوفمبر 2024، بحسب نظام الاتحاد الإفريقي الذي يوزّع المنتخبات المتأهلة الـ12 إلى أربعة أوعية بناءً على تصنيف فيفا أغسطس 2024 وأداء البطولات السابقة 2.
| الوعاء 1                              | الوعاء 2 | الوعاء 3                    | الوعاء 4 |
| ------------------------------------- | -------- | --------------------------- | -------- |
| المغرب (المستضيف A1)                  | زامبيا   | جمهورية الكونغو الديمقراطية | تونس     |
| جنوب إفريقيا (حاملة اللقب C1)         | غانا     | السنغال                     | تنزانيا  |
| نيجيريا (FIFA أعلى تصنيف ضمن الأوَاعِي) | الجزائر  | مالي                        | بوتسوانا |

### آلية سحب القرعة
تم توزيع المنتخبات المتأهلة إلى البطولة على ثلاثة أوعية استناداً إلى أدائها في النسخ السابقة من البطولة، إضافة إلى تصنيف الاتحاد الإفريقي لكرة القدم. تم وضع الدولة المضيفة، المغرب، تلقائيًا على رأس المجموعة الأولى (المجموعة A).
تسير عملية السحب كما يلي:
- يُسحب فريق من الوعاء الأول ويوضع في المجموعة A أو B أو C أو D حسب الترتيب.
- يتم ملء المركز الأول في كل مجموعة من خلال الوعاء الأول.
- تُستكمل بقية المجموعات بسحب المنتخبات من الوعاءين الثاني والثالث بالتتابع، وتُوزع حسب ترتيب السحب.
- لا يمكن وضع منتخبين من نفس المنطقة الجغرافية (إذا تم اعتماد ذلك) في نفس المجموعة.
- تُجرى القرعة وفق تسلسل زمني علني بحضور ممثلي المنتخبات، وتُبث مباشرة عبر القنوات الرسمية للاتحاد الإفريقي لكرة

## حكام
أعلن الاتحاد الإفريقي لكرة القدم (كاف) عن قائمة الحكمات المشاركات في إدارة مباريات بطولة كأس أمم إفريقيا للسيدات 2024. تضم القائمة حكمات ساحة، مساعدات، وحكمات فيديو (VAR)، جرى اختيارهن من مختلف الاتحادات القارية بناءً على الأداء في البطولات القارية والدولية السابقة.

#### حكمات الساحة
- الجزائر – ليلى بن زروقي
- نيجيريا – غلوريا كاوا
- المغرب – بشرى كربوبي
- جنوب إفريقيا – أوسيبيا كومو
- مصر – شاهندة المغربي
- الكاميرون – كارين آتونغ
- زامبيا – إيفلين نوكوندا
- ساحل العاج – ناتالي دولو
- تونس – درصاف القنواطي
- مالي – أميناتا كيتا

#### الحكمات المساعدات
- الجزائر – سامية شراد
- كينيا – كارولين أتيم
- المغرب – فتيحة الجرمومي
- جنوب إفريقيا – أكيل ندامسي
- نيجيريا – فاطمة يوسف
- السنغال – ديالو أوا
- ساحل العاج – إيساتا كامارا
- مصر – منى عطا
- الكاميرون – ريبيكا بيلي
- أوغندا – ساندرا نانغو

#### حكمات تقنية الفيديو (VAR)
- المغرب – بشرى كربوبي
- جنوب إفريقيا – أوسيبيا كومو
- مصر – شاهندة المغربي
- تونس – درصاف القنواطي

ملحوظة: تم اختيار الحكمات وفقاً لمعايير CAF بما في ذلك الخبرة، الأداء السابق، واللياقة البدنية.

## دور مجموعات

### المجموعة A
| الفريق                      | لعب | فاز | تعادل | خسر | له | عليه | الفرق | نقاط |
| --------------------------- | --- | --- | ----- | --- | -- | ---- | ----- | ---- |
| Qالمغرب                     | 3   | 2   | 1     | 0   | 7  | 4    | 3+    | 7    |
| Qزامبيا                     | 3   | 2   | 1     | 0   | 6  | 4    | 2+    | 7    |
| السنغال                     | 3   | 1   | 0     | 2   | 6  | 4    | 2+    | 3    |
| جمهورية الكونغو الديمقراطية | 3   | 0   | 0     | 3   | 2  | 9    | 7-    | 0    |

### المجموعة B
| الفريق   | لعب | فاز | تعادل | خسر | له | عليه | الفرق | نقاط |
| -------- | --- | --- | ----- | --- | -- | ---- | ----- | ---- |
| Qنيجيريا | 3   | 2   | 1     | 0   | 4  | 0    | 4+    | 0    |
| Qالجزائر | 3   | 1   | 2     | 0   | 1  | 0    | 1+    | 2    |
| بوتسوانا | 3   | 1   | 0     | 2   | 2  | 3    | 1-    | 3    |
| تونس     | 3   | 0   | 1     | 2   | 1  | 5    | 4-    | 1    |

### المجموعة C
| الفريق        | لعب | فاز | تعادل | خسر | له | عليه | الفرق | نقاط |
| ------------- | --- | --- | ----- | --- | -- | ---- | ----- | ---- |
| Qجنوب أفريقيا | 3   | 2   | 1     | 0   | 7  | 1    | 6+    | 7    |
| Qغانا         | 3   | 1   | 1     | 1   | 5  | 4    | 1+    | 4    |
| مالي          | 3   | 1   | 1     | 1   | 2  | 5    | 3-    | 4    |
| تنزانيا       | 3   | 0   | 1     | 2   | 2  | 6    | 4-    | 1    |

### افضل 2 مركز ثالث
| الفريق   | لعب | فاز | تعادل | خسر | له | عليه | الفرق | نقاط |
| -------- | --- | --- | ----- | --- | -- | ---- | ----- | ---- |
| مالي     | 3   | 1   | 1     | 1   | 2  | 5    | 3-    | 4    |
| السنغال  | 3   | 1   | 0     | 2   | 6  | 4    | 2+    | 3    |
| بوتسوانا | 3   | 1   | 0     | 2   | 2  | 3    | 1-    | 3    |

## مباريات المجموعة A
| الجولة         | التاريخ       |  | الفريق 1                    | النتيجة | الفريق 2                    | الملعب      | المدينة  |
| -------------- | ------------- |  | --------------------------- | ------- | --------------------------- | ----------- | -------- |
| الجولة الأولى  | 4 يوليو 2025  |  | المغرب                      | 2–2     | زامبيا                      | ملعب أولمبي | رباط     |
| الجولة الأولى  | 6 يوليو 2025  |  | جمهورية الكونغو الديمقراطية | 4-0     | السنغال                     | ملعب بشير   | المحمدية |
| الجولة الثانية | 9 يوليو 2025  |  | السنغال                     | 3-2     | زامبيا                      | ملعب بشير   | محمدية   |
| الجولة الثانية | 9 يوليو 2025  |  | المغرب                      | 2-4     | جمهورية الكونغو الديمقراطية | ملعب أولمبي | رباط     |
| الجولة الثالثة | 12 يوليو 2025 |  | زامبيا                      | 0-1     | جمهورية الكونغو الديمقراطية | ملعب بشير   | محمدية   |
| الجولة الثالثة | 12 يوليو 2025 |  | المغرب                      | 0-1     | السنغال                     | ملعب أولمبي | رباط     |

## مباريات المجموعة B
| الجولة         | التاريخ       |  | الفريق 1 | النتيجة | الفريق 2 | الملعب               | المدينة       |
| -------------- | ------------- |  | -------- | ------- | -------- | -------------------- | ------------- |
| الجولة الأولى  | 6 يوليو 2025  |  | نيجيريا  | 0-3     | تونس     | ملعب العربي الزوالي  | دار بيضاء     |
| الجولة الأولى  | 6 يوليو 2025  |  | الجزائر  | 0-1     | بوتسوانا | ملعب الأب جيكو       | الدار بيضاء   |
| الجولة الثانية | 10 يوليو 2025 |  | الجزائر  | 0–0     | تونس     | ملعب الأب جيكو       | الدار البيضاء |
| الجولة الثانية | 10 يوليو 2025 |  | نيجيريا  | 0-1     | بوتسوانا | ملعب العربي الزوالي  | الدار البيضاء |
| الجولة الثالثة | 13 يوليو 2025 |  | نيجيريا  | 0-0     | الجزائر  | ملعب العربي الزروالي | الدار البيضاء |
| الجولة الثالثة | 13 يوليو 2025 |  | تونس     | 2-1     | بوتسوانا | ملعب الاب جيكو       | الدار البيضاء |

## مباريات المجموعة C
| الجولة         | التاريخ       |  | الفريق 1     | النتيجة | الفريق 2     | الملعب             | المدينة |
| -------------- | ------------- |  | ------------ | ------- | ------------ | ------------------ | ------- |
| الجولة الأولى  | 7 يوليو 2025  |  | غانا         | 2-0     | جنوب إفريقيا | ملعب الشرفي بوجدة  | وجدة    |
| الجولة الأولى  | 7 يوليو 2025  |  | تنزانيا      | 1-0     | مالي         | ملعب البلدي ببركان | بركان   |
| الجولة الثانية | 11 يوليو 2025 |  | غانا         | 1–1     | مالي         | ملعب البلدي ببركان | بركان   |
| الجولة الثانية | 11 يوليو 2025 |  | جنوب إفريقيا | 1–1     | تنزانيا      | ملعب الشرفي بوجدة  | وجدة    |
| الجولة الثالثة | 14 يوليو 2025 |  | جنوب إفريقيا | 1-4     | مالي         | ملعب الشرفي بوجدة  | وجدة    |
| الجولة الثالثة | 14 يوليو 2025 |  | غانا         | 1-4     | تنزانيا      | ملعب البلدي ببركان | بركان   |

## الأدوار الإقصائية

### ربع النهائي
| المباراة | الفريق 1 | النتيجة | الفريق 2     | الملعب               | التاريخ    |
| -------- | -------- | ------- | ------------ | -------------------- | ---------- |
| 1        | زامبيا   | 5-0     | نيجيريا      | ملعب العربي الزوالي  | 18\07\2025 |
| 2        | مالي     | 3-1     | المغرب       | ملعب الأولمبي        | 18\07\2025 |
| 3        | غانا     | 0-0 2-4 | الجزائر      | الملعب البلدي ببركان | 19\07\2025 |
| 4        | السنغال  | 0-0 4-2 | جنوب إفريقيا | الملعب الشرفي بوجدة  | 19\07\2025 |

### نصف النهائي
| المباراة | الفريق 1 | النتيجة | الفريق 2     | الملعب              | التاريخ    |
| -------- | -------- | ------- | ------------ | ------------------- | ---------- |
| 5        | نيجيريا  | 1-2     | جنوب إفريقيا | ملعب العربي الزوالي | 22\07\2025 |
| 6        | المغرب   | 0-0 2-4 | غانا         | ملعب الأولمبي       | 22\07\2025 |

### مباراة تحديد المركز الثالث
| الفريق 1 | النتيجة | الفريق 2     | الملعب              | التاريخ    |
| -------- | ------- | ------------ | ------------------- | ---------- |
| غانا     | 1-1 2-4 | جنوب إفريقيا | ملعب العربي الزوالي | 25\07\2025 |

### النهائي
| الفريق 1 | النتيجة | الفريق 2 | الملعب        | التاريخ    |
| -------- | ------- | -------- | ------------- | ---------- |
| المغرب   | 3-2     | نيجيريا  | ملعب الأولمبي | 26\07\2025 |

## وصلات خارجية
- الموقع الرسمي للبطولة – على موقع الكاف
- صفحة البطولة على ويكيبيديا الإنجليزية
- صفحة البطولة على ويكيبيديا الفرنسية
- تقرير إحصائي: WAFCON بالأرقام – AfricanFootball.com
- مقال تحليلي – The Guardian

## أنظر أيضا
كأس الأمم الإفريقية للسيدات
الاتحاد الأفريقي لكرة القدم
1. ↑  "CAF and Morocco LOC announce Match Venues for WAFCON 2024". CAF Online. 27 مايو 2025. {{استشهاد ويب}}: الوسيط |مسار= غير موجود أو فارع (مساعدة)
2. ↑  "2024 Women's Africa Cup of Nations". Wikipedia. {{استشهاد ويب}}: الوسيط |تاريخ الوصول بحاجة لـ |مسار= (مساعدة) والوسيط |مسار= غير موجود أو فارع (مساعدة)
3. ↑  "'Ridiculous' Wafcon delay leaves African women's football in a mess". The Guardian. 17 يوليو 2024.
4. ↑  "Jorge Vilda, pay disputes… Wafcon 2024 about to start a year late". The Guardian. 3 يوليو 2025.
5. ↑  "WAFCON in Numbers – Africanfootball.com". AfricanFootball.com. 4 يوليو 2025. {{استشهاد ويب}}: الوسيط |مسار= غير موجود أو فارع (مساعدة)